# إميليو يوحنا
اميليو يوحنا (بالإنجليزية: Emilio John) (15 يناير 1950 لاغوس نيجيريا - ) هو لاعب كرة قدم نيجيري يلعب كمهاجم.